# Machaerina restioides
Machaerina restioides är en halvgräsart som först beskrevs av Olof Swartz, och fick sitt nu gällande namn av Vahl. Machaerina restioides ingår i släktet Machaerina och familjen halvgräs.

## Underarter
Arten delas in i följande underarter:
- M. r. effusa
- M. r. restioides